# Onobrychis cornuta
Onobrychis cornuta är en ärtväxtart som först beskrevs av Carl von Linné, och fick sitt nu gällande namn av Nicaise Auguste Desvaux. Onobrychis cornuta ingår i släktet esparsetter, och familjen ärtväxter.

## Underarter
Arten delas in i följande underarter:
- O. c. cornuta
- O. c. leptacantha